# Acrobasis
Acrobasis is een geslacht van vlinders uit de familie van de snuitmotten (Pyralidae). De wetenschappelijke naam van dit geslacht is voor het eerst voorgesteld door Philipp Christoph Zeller in een publicatie uit 1839.

## Soorten
- A. acrobasella (Rebel, 1926)
- A. advenella (Zincken, 1818) - mutsjeslichtmot
- A. aicha Asselbergs, 1998
- A. albirenalis (Hampson, 1908)
- A. alexandra Roesler & Küppers, 1981
- A. amplexella Ragonot, 1887
- A. angusella Grote, 1880
- A. atelogramma (Meyrick, 1937)
- A. atlasica P. Leraut, 2014
- A. atrisquamella Ragonot, 1887
- A. aurorella Ely, 1910
- A. automorpha (Meyrick, 1886)
- A. baharaca (Roesler, 1987)
- A. betulella Hulst, 1890
- A. betulivorella Neunzig, 1975
- A. bifidella (Leech, 1889)
- A. birgitella (Roesler, 1975)
- A. bithynella Zeller, 1848
- A. blanchardorum Neunzig, 1973
- A. bouchirella (Amsel, 1951)
- A. caliginella (Hulst, 1887)
- A. canella Yamanaka, 2003
- A. cantonella (Caradja, 1925)
- A. caribbeana J. C. Shaffer, 1978
- A. carnota (Roesler, 1989)
- A. carpinivorella Neunzig, 1970
- A. caryae Grote, 1881
- A. caryalbella Ely, 1913
- A. caryivorella Ragonot, 1887
- A. cattella Leraut, 2019
- A. caulivorella Neunzig, 1986
- A. celticola Staudinger, 1879
- A. celtifoliella Yamanaka, 2004
- A. centunculella (Mann, 1859)
- A. cirroferella Hulst, 1892
- A. comptella Ragonot, 1887
- A. comptoniella Hulst, 1890
- A. confusella (Walker, 1866)
- A. consociella (Hübner, 1813)
- A. corethropus (Turner, 1904)
- A. coryliella Dyar, 1908
- A. craterantis (Meyrick, 1933)
- A. cunulae Dyar & Heinrich, 1929
- A. curvella (Ragonot, 1893)
- A. cymindella (Ragonot, 1893)
- A. demotella Grote, 1881
- A. dharma Roesler & Küppers, 1981
- A. diversicolor Ragonot, 1893
- A. dulcella (Zeller, 1848)
- A. eburnella (Amsel, 1954)
- A. elyi Neunzig, 1970
- A. encaustella Ragonot, 1893
- A. epaxia (Turner, 1947)
- A. erastriella (Ragonot, 1887)
- A. ereboscopa (Lower, 1903)
- A. eva Roesler & Küppers, 1981
- A. evanescentella Dyar, 1908
- A. exsulella (Zeller, 1848)
- A. fallouella (Ragonot, 1871)
- A. farsella (Amsel, 1950)
- A. ferruginella Wileman, 1911
- A. flavifasciella Yamanaka, 1990
- A. foroiuliensis Huemer & Nuss, 2007
- A. frankella (Roesler, 1975)
- A. fuscatella Yamanaka, 2004
- A. getuliella (Zerny, 1914)
- A. glaucella Staudinger, 1859 - crème eikenlichtmot
- A. hastella Leraut, 2019
- A. hemiargyralis (Hampson, 1908)
- A. hemichlaena (Meyrick, 1887)
- A. hollandella (Ragonot, 1893)
- A. homoeosomidia (Hampson, 1901)
- A. indigenella (Zeller, 1848)
- A. injunctella (Christoph, 1881)
- A. inouii Leraut, 2020
- A. ioeidella Leraut, 2019
- A. irrubriella Ely, 1908
- A. izuensis Yamanaka, 2004
- A. juglandis (LeBaron, 1872)
- A. juglanivorella Neunzig, 1986
- A. khachella (Amsel, 1950)
- A. klimeschi Roesler, 1978
- A. kurma (Roesler & Küppers, 1981)
- A. kylesi Neunzig, 1986
- A. latifasciella Dyar, 1908
- A. legatea (Haworth, 1811)
- A. lienpingialis (Caradja, 1925)
- A. lutulentella Yamanaka, 2003
- A. malagasella (Viette, 1964)
- A. malgachiella (Roesler, 1982)
- A. malifoliella Yamanaka, 2003
- A. marmorea (Haworth, 1811) - hoekige mutsjeslichtmot
- A. matsya (Roesler & Küppers, 1981)
- A. mexicana Neunzig, 1983
- A. mienshani Caradja, 1939
- A. minimella Ragonot, 1889
- A. minorella (Caradja, 1910)
- A. minutalis Asselbergs, 2008
- A. mirabiella (Toll, 1948)
- A. mniaropis (Turner, 1904)
- A. modisequa Meyrick, 1934
- A. narasinha (Roesler & Küppers, 1981)
- A. nigribasalis Amsel, 1954
- A. nigrisquamella (Ragonot, 1887)
- A. nipponella (Yamanaka, 2000)
- A. niveicinctella (Ragonot, 1887)
- A. normella Dyar, 1908
- A. notarioi (Gastón & Vives Moreno, 2019)
- A. notulella (Ragonot, 1888)
- A. nuxvorella Neunzig, 1970
- A. obliqua (Zeller, 1847)
- A. obrutella (Christoph, 1881)
- A. obtusella (Hübner, 1796)
- A. ochrofasciella Yamanaka, 2006
- A. olivalis (Hampson, 1896)
- A. ostryella Ely, 1913
- A. ottomana Caradja, 1916
- A. pallicornella (Ragonot, 1887)
- A. palliolella Ragonot, 1887
- A. persicella (Amsel, 1951)
- A. pirivorella (Matsumura, 1900)
- A. porphyrella (Duponchel, 1836)
- A. praestantella (D. Lucas, 1956)
- A. pseudomalazella (Roesler, 1982)
- A. ptilophanes Meyrick, 1929
- A. pyrrhella (Roesler, 1982)
- A. quarcella (Roesler, 1987)
- A. regina Roesler & Küppers, 1981
- A. repandana (Fabricius, 1798) - oranje eikenlichtmot
- A. romanella (Millière, 1870)
- A. rubrifasciella Packard, 1874
- A. rufilimbalis (Wileman, 1911)
- A. rufizonella Ragonot, 1887
- A. saalmulleri (Ragonot, 1888)
- A. sasakii Yamanaka, 2003
- A. sirani (Roesler & Küppers, 1981)
- A. sodalella Zeller, 1848 - stoffige eikenlichtmot
- A. squalidella Christoph, 1881
- A. stigmella Dyar, 1908
- A. suavella (Zincken, 1818) - roodstreepmutsjeslichtmot
- A. subceltifoliella Yamanaka, 2006
- A. subflavella (Inoue, 1982)
- A. susanna Roesler & Küppers, 1981
- A. sylviella Ely, 1908
- A. texana Neunzig, 1986
- A. tricolorella Grote, 1878
- A. tumidana (Denis & Schiffermüller, 1775) - rode eikenlichtmot
- A. tumidulella (Ragonot, 1887)
- A. vaccinii C. V. Riley, 1884
- A. vamana (Roesler & Küppers, 1981)
- A. varaha (Roesler & Küppers, 1981)
- A. vicinella (Yamanaka, 2000)
- A. vinaceellum (Ragonot & Hampson, 1901)
- A. xanthogramma (Staudinger, 1870)
- A. yakushimensis (Yamanaka, 2000)
- A. zacharias Roesler, 1988
- A. zamantha (Roesler, 1987)